# Андріївка (Куп'янський район)
Андрії́вка — село в Україні, у Великобурлуцькій селищній територіальній громаді Куп'янського району Харківської області. Населення становить 293 осіб. До 2020 року орган місцевого самоврядування — Андріївська сільська рада.

## Географія
Село Андріївка розташоване на березі річки Нижня Дворічна, русло річки сильно заболочене, є копань. Вище за течією примикає до села Рогозянка, нижче за течією за 5 км село Стецьківка, на сході за 2 км село Садовод. Найближча залізнична станція — Шипувате (за 6 км).

## Історія
Село засноване 1875 року.
12 червня 2020 року, відповідно до розпорядження Кабінету Міністрів України № 725-р «Про визначення адміністративних центрів та затвердження територій територіальних громад Харківської області», увійшло до складу Великобурлуцької селищної територіальної громади.
19 липня 2020 року, в результаті адміністративно-територіальної реформи та ліквідації Великобурлуцького району, село увійшло до складу Куп'янського району.
З 24 лютого 2022 року село перебувало під тимчасовою російською окупацією, в ході широкомасштабного вторгнення в Україну.
27 липня 2022 року село Андріївка звільнена Збройними силами України від російських окупантів.

## Економіка
- Молочно-товарна ферма.
- Птахо-товарна ферма.
- «Малинівка», сільськогосподарське ПП.

## Об'єкти соціальної сфери
- Середня загальноосвітня школа.
- Спортивний майданчик.

## Пам'ятка
- «Великобурлуцький степ» — регіональний ландшафтний парк (загальна площа 2042,6 га).